# Jean Baptiste De Keyser (politicus)
Jean Baptiste De Keyser (Ronse, 6 april 1828 - 6 april 1899) was een Belgisch liberaal politicus en burgemeester.
De Keyser was industrieel en werd gemeenteraadslid en burgemeester in Ronse. Hij was tevens liberaal provincieraadslid.